# Савамацу Кадзуко
Савамацу Кадзуко (яп. 沢松和子) — японська  тенісистка  1970-х років, чемпіонка Вімблдону в парному розряді.
Савамацу виграла змагання в парному розряді на Вімблдоні 1975 разом із американкою японського походження Енн Кійомурою. Вони стали першими  представницями Азії, що виграли титул Великого шолома.
Юніоркою Савамацу виграла одиночні змагання серед дівчат нк Вімблдоні 1969. 

## Значні фінали

### Турніри Великого шолома

#### Парний розряд
| Результат | Рік  | Турнір    | Поверхня | Партнерка    | Супротивниці              | Рахунок       |
| --------- | ---- | --------- | -------- | ------------ | ------------------------- | ------------- |
| Перемога  | 1975 | Wimbledon | Трава    | Енн Кійомура | Франсуаз Дюрр Бетті Стеве | 7–5, 1–6, 7–5 |

## Виноски
1. 1 2  Tingay L. 100 years of Wimbledon — London Borough of Enfield: Guinness Superlatives, 1977. — P. 215.

| Тенісист | Це незавершена стаття про тенісиста чи тенісистку. Ви можете допомогти проєкту, виправивши або дописавши її. |